# Simon XVII Dinkha
Simon XVII ou Shimun Dinkha XV, ou Dinka Shimun XII ou encore Shimun XIII Dinkha fut patriarche de l'Église apostolique assyrienne de l'Orient de 1662 à 1700.
D'après le cardinal Tisserant, l'union avec Rome se termina en 1692.